# 加古川グリーンシティ防災会
加古川グリーンシティ防災会（かこがわグリーンシティぼうさいかい）は、兵庫県加古川市のマンション『加古川グリーンシティ』の住民によって組織化された自主防災組織である。

## 概要
マンション7棟・584世帯の全住民（約2,000人）が参加する防災組織。広報誌やコミュニティ放送等の情報提供設備を構築、住民参加型の防災活動行事など、子供から大人まで参加した多彩な取組、連絡体制の整備や防災井戸設置など地域防災力の向上、防災意識の普及活動を行う。

## 沿革
加古川グリーンシティに入居した住民は管理組合を結成、自衛消防隊を組織し消防計画を作成し消火器等消防設備の点検を行った。また後に管理組合内に防犯委員会を設け、迷惑駐車の取り締まりや青少年健全育成のための数かずの方策を実行。夜回り巡回も行い安全で安心な団地生活を目指した。「防災会」の誕生は、1995年1月17日の阪神・淡路大震災がきっかけとなっている。この大震災で兵庫県は大打撃受け、加古川市も死者2名、半壊家屋13棟の被害を出した。「ボランティア元年」と言われた被災後の救援や復旧活動におけるボランティアの高まり受けた兵庫県では、災害ボランティア支援方針のもと県下に自主防災組織の結成を呼びかけた。加古川グリーンシティ管理組合もこの呼びかけに応え、それまでの自衛消防隊を編入した防災会を設立したのは1998年6月のことである。

## 加古川グリーンシティ
加古川駅で降りてJRの高架線沿いに東へ徒歩10分という近距離に、14階建てを中心とした7棟の高層住宅群（管理棟は別に1棟）がそびえ立つ。南側には国道2号、北側にはJR山陽本線が走る。行政機関、公共施設、各種医療施設、幼小中高など各種学校園にも近く、加古川市役所まで徒歩約10分、近隣には多くの医療施設もあり、加古川中央市民病院へは徒歩約20分、加古川市立氷丘南小学校・加古川市立氷丘南幼稚園へは徒歩約15分、加古川市立氷丘中学校へは徒歩約20分、また駅周辺の商業エリアにも近く、大手百貨店のヤマトヤシキや駅前ベルデモールなど気軽にショッピングが楽しめる。この高層住宅群が開発されたのは1983年（昭和58年）11月、当時は国鉄（現JR西日本）高砂線がすぐ前を走っていたが、すでに2年前に廃止は決まっており、翌1984年12月1日をもって同線は廃止され、線路跡は鶴林新道という市の道路となった。加古川グリーンシティと名付けられたこの住宅団地最初の棟が完成したのは1985年6月、翌1986年までには、ほぼ現在の棟むねが完成し入居が開始される。これは加古川市内では初期に属する団地である。現在は法人格を取得し「団地管理組合法人加古川グリーンシティ」と称する。

### 事例の内容[1]
経緯
加古川グリーンシティ防災会は、平成7年の阪神・淡路大震災後にクローズアップされた「マンションの災害対策」に取り組む。マンションはプライバシーが守られる反面、近所付き合いが薄いのが最大の問題とされる。この問題を如何に解決し、どうすれば仲間を増やし、みんなが防災活動に取り組むことができるようになるかを考え、楽しくなければ防災の輪は広がらない「楽しく防災活動をやろう」というテーマで、住民の方々に対し多彩なアイデアを仕掛けたことで乗り越え、仲間づくりをすることに大成功している。
内容
防災におけるソフト面及びハード面の両方を整備している。
ソフト面として
- 「ひとづくり、ひとのつながり」をテーマとした運営
  - 地域コミュニケーションを重視し、「あいさつ運動」、「小さな親切運動」、及び「ふれあい餅つき大会」等を実施している。
- 「自分たちのまちは、自分たちで守る」をテーマとした運営
  - 次世代への防災体制の受け渡しを考え、「自警団」の設立、子どもたちと合同の「町内夜回り」、及び「市民救命士の養成」等を実施し、子どもたちから大人までが世代を超えて、一緒に自分たちの住んでいる町をしっかりと理解し、災害発生時の心の準備と心のトレーニングを実施している。
- 「災害発生時の対策」をテーマとした運営
  - 災害発生時の対策を考え、「非常持ち出し本」、「ちからこ部(町内チャンピオンマップ)」、「あったかード(あんしんカード)」、及び「DIG（災害図上訓練）」等を実施している。
- 「楽しく防災活動をやろう」をテーマとした運営
  - 楽しくなければ防災の輪は広がらないをキーワードとし、「1,000円出しの会」、及び「サッカーワールドカップ観戦会」等を実施し、多くの仲間を集めている。

ハード面として
- 住民同士の情報の共有をテーマとした整備
  - 「ニューメディアシステム」「グリーンネット」「ホームページ」
- 災害に強いまちづくりをテーマとした整備
  - 「ネットワークカメラ」「防犯カメラ」「防災倉庫」
- 非常時連絡体制をテーマとした整備
  - 「防災用無線機」「携帯電話向けホームページ」
- 災害時の救助体制をテーマとした整備
  - 「AED（自動体外式除細動器）」「各種防災資機材」「災害時役割シール」

数々のアイデア事業を通して、守る心、助け合う心、生かされている自分の存在等、災害時における減災を目的として取り組んでいる。
防災キャッチコピー
- 防災伝承に於ける先駆者的な言葉を生み出す
  - 「防災とは自分の大切な人を守ること」
  - 「防災の概念をぶっ潰せ」
  - 「防災にはインセンティブの必要性」
  - 「地域活動は余力でやれ」
  - 「勘違い防災をするな」
  - 「楽しく防災活動をやろう」
  - 「普段の生活に防災を取り入れろ」
  - 「行政をあてにしない防災」
  - 「防災の輪」
  - 「ハイブリッド防災をやろう」
  - 「防ing」「ぼうing」

対外活動
- 防災伝道師・防災アドバイザー：大西賞典（おおにし　しょうすけ・防災会長）
  - 総務省消防庁地域安心安全ステーション事業「防災伝道師」2007年就任
  - 総務省消防庁「防災アドバイザー」2009年就任
  - 全国で防災講演を活発に行う

### グリーンシティ防災会が取り組んだソフト面とハード面の事業[2]

#### 防災ソフト面での事業
- ちからこ部(旧名:町内チャンピオンマップ)（自分の持っている特技の登録制度）
- 「ひと声掛けて」登録制度
- あったかード(旧名:あんしんカード)REC（Relief Card）あんしん情報登録制度製作
- 「グリーンシティ防災マップ」製作
- ふれあい餅つき大会（炊き出し訓練）
- あいさつ運動
- 小さな親切運動
- グリーンシティ安全活動
- 我が家でできる防災訓練実施
- 防犯組織、自警団の設立
- 子どもたちと合同の夜回りによる防犯防災意識の啓発
- 毎月の広報誌「グリーンだより」発行による住民意識の高揚
- サッカーワールドカップ観戦会の主催
- 「命のライセンス」製作
- 迷惑駐車一掃作戦
- ひったくり防止「かごガード」を全世帯配布
- 応急手当や救急救命法の訓練や資材整備
- 応急手当普及員による市民救命士資格取得の啓発
- 近隣マンションと非常時防災協力体制の構築
- 防災講演会の実施
- オリジナルDIG（災害図上訓練）マニュアルの作成
- DIGを取り入れた防災訓練の実施
- 「1000円出しの会」楽しくやろう防災会議
- エレベータ緊急時応急手当訓練
- イカ焼き機で炊き出し訓練
- 防災インターネットラジオを開局し防災減災への啓発活動
- 災害紙上訓練「DPG・グリーンシティを守る584の法則」を開催
- 「命のライセンス2008」の企画制作
- リアル災害図上訓練（R-DIG）の企画実施
- 「帰宅支援サポーター」の企画制作
- 地元FM放送局とコラボレーションの「防災ラジオ放送・防災SHOTBAR・DIR」
- 「安否確認プログラムSCP（スコップ：Safety Confirming Program）」開発
- 非常持ち出し本（DIB：Disaster Imagination Book）
- 地元ＦＭ放送局とコラボレーションの「防災ラジオ放送・大地震トライアクト」
- 防災カードゲーム「災害ハンター・First」の開発
- 安否確認「安否確認マグネットシート」の開発
- 日常備蓄で備えようＲｏｌｌｉｎｇＳｔｏｃｋ「もしもノート」の制作

#### 防災ハード面での事業
- 敷地内やエレベータ内に防犯カメラの設置
- マンション運営情報及び緊急情報伝達システム「グリーンネット」導入
- エレベータホールにニューメディアシステム設置
- ニューメディアシステムの各家庭への配信
- 対外向けのホームページ運営による防災意識の啓発
- 携帯電話向け「防災情報ホームページ」運営
- マンション内ネットワークカメラによる防犯防災体制の強化
- オリジナル駐車駐輪シールの作成配布による迷惑車両の追放
- AED（自動体外式除細動器）の設置
- 防災用無線機の設置
- 各種防災資機材の整備
- 防災倉庫の設置
- 各戸玄関扉に災害時役割シールの貼付
- 地震対策として高置水槽を撤去しマンション上部の軽量化を図る
- 防災１号井戸親水エリアの設置
- トリアージシステム導入
- 災害時配布及びエレベータ閉じ込め時対応「組立式簡易トイレ」の配備
- 災害時対応「マンホールトイレ」の配備
- 企業コラボでAEDを増設
- 防犯対策『ネットランチャー』（携行型拘束網展開装置）を配備
- 防犯対策に「防犯灯」を大幅に増設
- 災害弱者用　昇降装置「キャリダン」「ステアチェア」「スカラモービル」を配備
- エレベーター耐震構造強化
- 防災啓発用「防災掲示板」を設置
- 避難集合場所表示板の設置
- 防災ベンチの設置
- マンション火災救助用消火剤に「サット119」を配備
- 防災２号井戸コミュニティ広場を設置
- 防災デジタルコミュニティ放送「ｄボタン文字放送」の設置

### 受賞歴
- 2003年1月 - 兵庫県優良自主防災組織表彰受賞
- 2006年3月 - 総務省消防庁「第10回防災まちづくり大賞 総務大臣賞」受賞[3]
- 2006年9月 - 平成18年度「防災功労者 内閣総理大臣表彰」受賞[4]
- 2007年5月 - 第61回神戸新聞社平和賞「社会賞」受賞[5]
- 2007年6月 - 第9回日本水大賞「厚生労働大臣賞」受賞[6]
- 2010年6月 - 加古川市制60周年特別表彰受賞
- 2011年1月 - 総務省消防庁「第15回防災まちづくり大賞 防災情報部門・消防庁長官賞」受賞[7]
- 2011年1月 - 防災科学技術研究所「第1回防災ラジオドラマコンテスト 審査委員会特別賞」受賞[8]
- 2017年11月 - 総務省「地方自治法施行７０周年記念地方自治法施行７０周年記念総務大臣表彰」受賞[9]

## メディア出演[10]

### テレビ
- 「難問解決!ご近所の底力」（NHK）：お助けで出演
- 「レスQ隊が行く」（テレビ東京系）：特殊な取り組みで出演
- 「タウンウィークリー」（BAN-BANテレビ）：取り組みでたびたび出演
- 「ニュース神戸発」（NHK）：震災メッセージで出演
- 「NHKニュースおはよう関西」（NHK）：地震でエレベータ停止時の対策で出演
- 「ニュース・シグナル」（サンテレビ）：阪神・淡路大震災関連及び防災活動で複数回出演
- 「これが生死の分かれ道」（テレビ東京）：総務省消防庁防災啓発番組で出演
- 「ひるおび!」（TBS）：大阪名物「イカ焼きで炊き出し訓練」で出演
- 「かんさい情報ネットten.」（YTV）：オリジナルな防災活動で出演
- 「雑学王」（テレビ朝日）：「町内チャンピオンマップ」で出演
- 「日曜さわやかトーク」（サンテレビ）：兵庫県知事との対談
- 「緊急!池上彰と考える“巨大地震”…その時命を守るために」（TBS）：人と人のつながりで出演
- 「RSK地域スペシャル・メッセージ・岡山・香川の防災力アップ」（RSK）：オリジナル防災力で出演
- 「ちちんぷいぷい」（MBS）：防災マンションで出演

### ラジオ
- 「楽しく防災ラジオ・加古川グリーンシティ防災会」（BAN-BANラジオ）：月1回放送
- 「ネットワーク1・17」（MBSラジオ）：複数回出演
- 「はやみみラジオ!水野晶子です」（MBSラジオ）
- 「夕暮れドッキン!」（BAN-BANラジオ）
- 「モーニングタッキー＊みのおの風」（みのおエフエムラジオ）
- 「防災SHOTBAR・DIR(Disaster Imagination Radio)」（BAN-BANラジオ）：月2回放送
- 「ネットワーク1･17&たね蒔きジャーナル震災スペシャル」（MBSラジオ）

### 新聞
斬新なアイデアにより各種新聞に多くの活動が取りあげられている。
- 神戸新聞
- 日本経済新聞
- 読売新聞
- 朝日新聞
- 毎日新聞
- 防災情報新聞
- 京都新聞
- 朝鮮日報
- 建築ジャーナル
- 週刊ダイヤモンド